# Промышленность Индии
Промышленность Индии, с вступлением страны на путь индустриализации, привело к развитию тяжёлой промышленности (ранее была развита в основном лёгкая и пищевая). Также развиты такие отрасли, как производство бумаги, удобрений и цемента.
Главными экспортными промышленными товарами являются химикаты, сталь, машины и оборудование (в том числе тракторы, транспортные средства), бытовая техника и электроника, одежда и лекарства.

## История
В период британского правления в Индии развитие отраслей промышленности целенаправленно сдерживалось (развивались ориентированное на экспортные культуры сельское хозяйство и транспортная инфраструктура).
Уже во вторую индийскую пятилетку планировалось провести индустриализацию страны, создав ряд крупных государственных предприятий; частное предпринимательство сдерживалось строгой системой лицензирования деятельности. Было построено, с привлечением немецких, советских и британских специалистов, три сталелитейных комбината. 
В конце 1980-х годов премьер-министр Раджив Ганди взял курс на ослабление государственного контроля над экономикой, смягчение ограничений на импорт, поощрение независимости государственных предприятий.
В условиях глобального кризиса, начавшегося в 2008 году в июле-августе 2008 наблюдался спад продаж новых легковых автомобилей, в основном местного производства. В декабре 2008 было отмечено, впервые за 15 лет, сокращение промышленного производства, происходящее на фоне негативной реакции инвесторов на террористическую атаку в Мумбаи. Но индийская экономика вышла из кризиса быстрее, чем ожидалось. Однако, в начале 2010-х годов Индия стала лидером по темпам роста экономики среди всех крупных стран мира.

## Добывающая промышленность

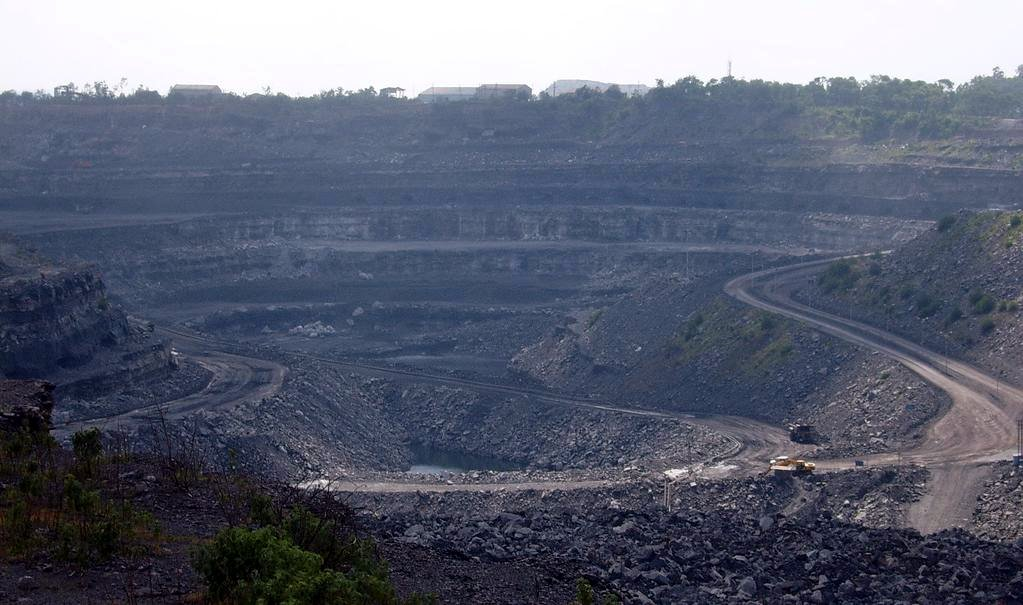
Угольный разрез в Дханбаде

Вступление Индии на путь индустриализации повысило роль её топливных и сырьевых ресурсов. Запасы же полезных ископаемых значительны.
По объёму производства основной продукцией горнодобывающей промышленности являются железная руда и ферросплавы (марганцевые и хромистые). Месторождения руды имеются по всей Индии, но наибольшее значение имеют штаты Мадхья-Прадеш, Бихар, Гоа, Карнатака и Одиша; центры добычи меди находятся в штатах Раджастхан и Бихар. 
Также имеются значительные запасы бокситов (руды алюминия), золота, цинка и свинца.
Редкоземельные элементы: в 2020-х Нью-Дели пошел (аналогично КНР) на расширение коммерческой добычи циркония, лития, тантала, бериллия, ниобия и титана, при одновременном ограничении экспорта этих, ставшими стратегическими, металлов.
Из нерудных полезных ископаемых добывается в первую очередь каменный уголь, около половины добычи приходится на штаты Бихар и Западная Бенгалия, главный центр — плато Чхота-Нагпур. Также добываются известняк, доломит, фосфаты, строительный камень, есть месторождения алмазов.

### Нефтедобыча
Значительную роль играет нефтедобыча, однако Индия самостоятельно обеспечивает только около 30 % потребности в нефти и газе и вынуждена импортировать их, в основном, из стран Персидского залива (а в 2020-х — и России).
Месторождения нефти и природного газа расположены на шельфе (Бомбей Хай), в бассейне реки Годавари и дельте реки Кавери, а в штатах Ассам, Гуджарат и Раджастхан.

## Обрабатывающая промышленность
Главными центрами обрабатывающей промышленности являлись города Бомбей, Калькутта, Дели и Мадрас. Большое значение имеет промышленный район на плато Чхота-Нагпур, поскольку здесь имеются большие запасы угля и железной руды и поблизости находится Калькутта.

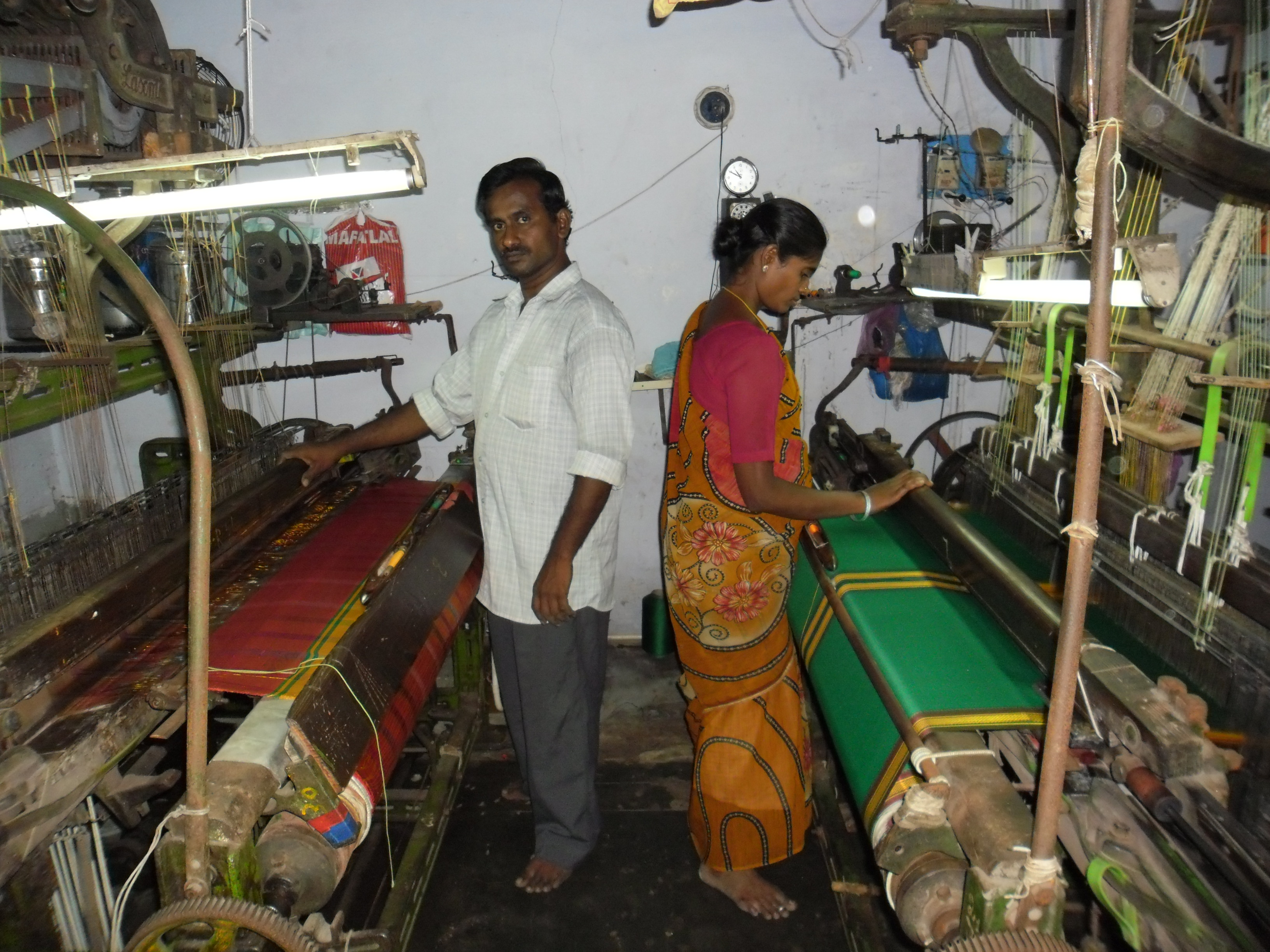
Ткачи в штате Тамил Наду

В 2018 году Индия вышла на 2-е место в мире по выплавке стали, хотя и на порядок уступает Китаю. Крупнейшими металлургическими компаниями являются Tata Steel, Vizag Steel, Steel Authority of India, VISA Steel, Bhilai Steel, Essar Steel, Jindal Steel & Power, JSW Steel.
Кустарное производство, которое включает в себя художественные ремесла, ювелирное дело, ковроткачество, резьбу по слоновой кости и другое, призвано удовлетворять потребности внутреннего рынка. Половина продукции уходит на экспорт — развитое кустарное производство привлекает туристов.

### Машиностроение
Автомобильная промышленность Индии
в 1983 году на совместном предприятии Maruti Suzuki начался выпуск первого индийского автомобиля — Maruti.

За 2021/22 финансовый год автомобильной промышленностью Индии было выпущено 22,9 млн транспортных средств (включая мотоциклы). Индия занимает первое место по производству тракторов, второе — по автобусам и третье по грузовиками.
В начале 2000-х годов Индия обогнала Соединенные Штаты как крупнейшего в мире производителя четырёхколесных тракторов. В 2013 году Индия произвела 619 тыс. тракторов, что составляет 29 % мирового производства, являясь крупнейшим в мире производителем и рынком тракторов. В настоящее время в Индии насчитывается 16 отечественных (крупнейшие — Mahindra Tractors (подразделение Mahindra & Mahindra — крупнейший машиностроительный концерн в мире и крупнейший производитель тракторов в Индии) и HMT Limited) и 4 транснациональных корпорации (Zetor, John Deere и др.), производящих тракторы.
Hero MotoCorp доминирует на рынке мотоциклов в Индии, а также занимает первое место в мире по их производству. Bajaj Auto специализируется на моторикшах, но в 2022 году также занимала пятое место в мире по производству мотоциклов. Balkrishna Industries — базирующаяся в Индии компания по производству шин.
Делаются инвестиции в самолётостроение, производится космическая техника (см. Космонавтика Индии).

### Химическая промышленность
По объёму производства химическая промышленность Индии является 6-й по размеру в мире. В 2021 году производство основных химикатов составляло 29,2 млн тонн, всего в стране производится около 80 тыс. наименований химических соединений. Одно из основных направлений — агрохимия (инсектициды, пестициды и гербициды), также развито производство ароматизаторов и пищевых добавок, пластмасс, синтетической резины, удобрений. На Индию приходится 16 % мирового производства красящих веществ. Индия занимает 11-е место в мире по экспорту химикатов и 6-е по их импорту (не считая фармацевтику).
Слабыми местами отрасли являются зависимость от импорта сырья (как нефтехимического, так и неорганического), а также нехватка квалифицированного персонала.

#### Фармацевтическая промышленность
Фармацевтическая отрасль Индии является третьей крупнейшей в мире по объёму производства (но только 14-я по стоимости), в ней работает 3 тыс. компаний, у которых в сумме 10,5 тыс. предприятий.
На Индию приходится более половины мирового производства вакцин и 80 % лекарств для антиретровирусной терапии, индийские компании — крупнейшие в мире по производству дженериков (лекарств, утративших патентную защиту).
Оборот отрасли оценивается в 50 млрд долларов, из них половина приходится на экспорт. Крупнейшие компании отрасли: Sun Pharmaceutical, Aurobindo Pharma, Cipla, Dr. Reddy’s, Intas Pharmaceuticals.
Отрасль начала развиваться после того, как в 1970 году Индира Ганди отменила патентную защиту лекарств на территории Индии. Сравнительно развитая химическая промышленность позволила быстро наладить выпуск копий патентованных лекарств, которые благодаря низкой цене пользовались большим спросом как на внутреннем рынке, так и в других развивающихся странах; в 1990-х годах в Индии работало 20 тыс. фармацевтических компаний, но после восстановления патентной защиты в 1994 году их число начало сокращаться.

### Электронная промышленность
Электронная промышленность: производство микросхем и бытовой техники, телекоммуникации.
В секторе информатики в Индии работало, на 2007 год, два миллиона человек. В больших индийских группах, представленных в этом секторе — Wipro Infotech, Infosys и Tata Consultancy Services, а также в международных, таких как IBM — работало 39 тыс. человек, которые работают на 16 объектах, включая 5 в Хайдарабаде. Этот сектор процветает, по сути, по причине того, что он предоставляет самых дешёвых квалифицированных специалистов в мире: индийский инженер работает за 25 000 долларов против 75 000 долл в США. Хайдарабад, Пуна и весь Бангалор представлены в важных отраслях производства программного обеспечения, материальных средств и аксессуаров.

### Лёгкая промышленность
Главной отраслью лёгкой промышленности является текстильная промышленность, которая работает на отечественном сырье — Индия является крупнейшим в мире производителем хлопка (Индия является самым большим в мире поставщиком хлопчатобумажных тканей, которые производятся на 750 фабриках) и джута, вторым крупнейшим по шёлку, также значительно производство шерстяных тканей и синтетических волокон.
В отрасли заняты, в 2021 году, 45 млн индийцев; оборот составлял 223 млрд долларов, в ней, на неё приходится треть экспорта. Преобладает ручной труд, в стране используется 3,8[чего?] ручных ткацких станков; хотя есть и современные текстильные предприятия, на них приходится только 3 % производства тканей.
Также в Индии развита кожевенно-обувная отрасль.
Наибольшая концентрация производителей расположена в штатах Гуджарат и Махараштра. Самая большая доля экспорта государства выпадает на продукцию джутовых фабрик, размещенных в Колкате.

### Пищевая промышленность
Пищевая промышленность: основными продуктами являются зерновые, сахар, пищевые масла, растительные жиры из кунжута льна, арахиса, кокосовых орехов, также напитки и молочные продукты. Здесь производится чай и тростниковый сахар.
Сектор пищевой промышленности, как таковой, играет значительную роль в национальной экономике: помимо того, что он обладает самым большим потенциалом занятости населения, сектор вносит значительный вклад в доходы страны от экспорта.
- Министерство пищевой промышленности Индии

## Ювелирное дело

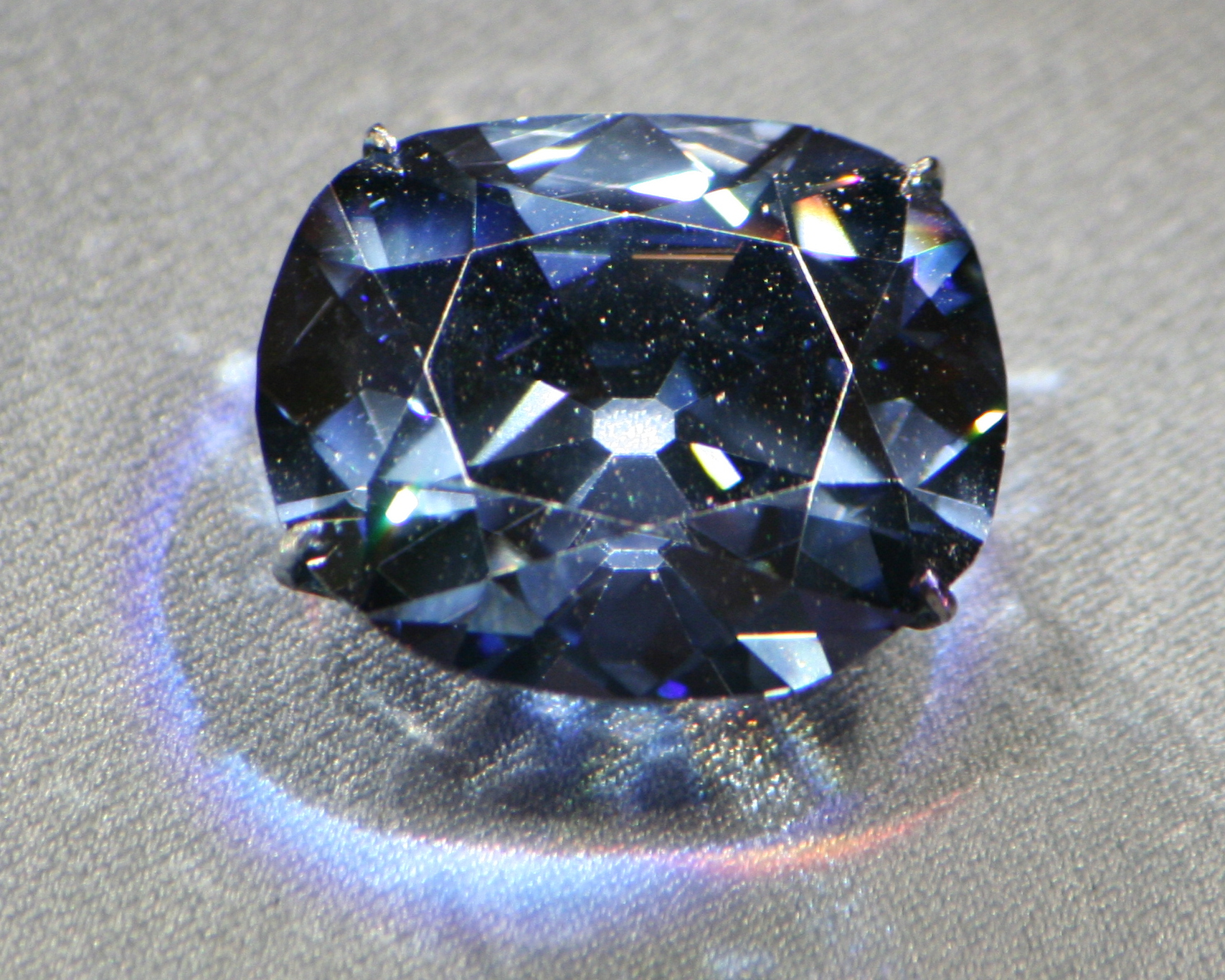
Обработанный алмаз

Индия является бесспорным мировым лидером в огранке алмазов, 60 % алмазов в мире обрабатываются в Индии. В этой отрасли работает около 100 тыс. предприятий, преимущественно семейного типа. Главным центром является Сурат в штате Гуджарат, где в этой отрасли занято 700 тыс. человек (в целом в Индии — около миллиона). Алмазы импортируются из Анголы, Ботсваны, Намибии и России, преимущественно мелкие (менее 1 карата) и средние (1—5 карат), более крупные нарезаются и гранятся в Антверпене, Нью-Йорке и Тель-Авиве.
Кроме огранки алмазов, обрабатываются и другие драгоценные камни и изготавливаются ювелирные изделия, Индия входит в число крупнейших импортеров золота и экспортёров ювелирных украшений. Отрасль зародилась в 1950-е годы, в основном благодаря дешёвой рабочей силе, позже, в 1990-х годах, появились высокотехнологичные предприятия.

## Военно-промышленный комплекс
Индия занимает 3-е место в мире по расходам на военные нужды, а её оборонный бюджет составляет 2,15 % от общего ВВП страны. 
В 2020 году Индия с третьим по величине годовым оборонным бюджетом (70 млрд долларов США) после США (732 млрд долл.) и Китая (261 млрд долл.) и вторым по величине оборонным импортом (после Саудовской Аравии), составляющим 9,2 % мирового импорта вооружений, также имеет собственную оборонную промышленность (Военно-промышленный комплекс), 80 % которой принадлежит государственному сектору, включая DRDO и его 50 лабораторий, 4 оборонных верфи, 5 оборонных PSU (см. Государственные предприятия в Индии) и 41 завод по производству боеприпасов.
На 1980-е имелось существенное отставание Индии от передового уровня в области военных технологий, основу боевой мощи армии составляли вооружения импортного производства.
В дальнейшем стране удалось освоить лицензионное производство практически всех видов вооружений, разрабатывала и собственные (напр., ОБТ «Арджун»,  ракетное оружие (БраМос) лёгкий истребитель LCA (Light Combat Aircraft)). И к концу 80-х Индия располагала одним из наиболее мощных и динамично развивающихся ВПК среди стран «третьего мира». При этом, проводимая с конца 80-х годов реформа индийской экономики, направленная на развитие рыночных отношений и борьбу с технической отсталостью, потребовала от правительства максимальной концентрации имеющихся ресурсов, в том числе за счет жесткого ограничения любых непроизводительных затрат, включая расходы на оборону. По этой причине доля военного бюджета Индии в валовом национальном продукте (ВНП) снизилась с 3,6 % в 1986/87 финансовом году до 2,3 % в 1996/97. 
На конец 80-х военная промышленность страны обеспечивает потребности национальных вооруженных сил примерно на 60—65 %; разработанная министерством обороны перспективная десятилетняя программа развития военных отраслей предусматривала повышение уровня самообеспечения в производстве вооружений к 2005 году до 80—85 %.
В соответствии с принятой в Индии классификацией, все оборонные предприятия подразделяются на две категории: военные заводы и государственные корпорации. К первой относятся предприятия с высокой (более 80 %) долей военной продукции в общем валовом производстве; они специализируются в основном на выпуске вооружения и военного имущества для сухопутных войск (им поставляется до 90 % товаров и услуг оборонного назначения). По специфике производства они условно подразделяются на пять основных групп: боеприпасы и взрывчатые вещества; артиллерийско-стрелковое вооружение, транспортные средства и оборудование; материалы и комплектующие; бронетанковая техника; военное имущество. 

Государственные корпорации (таковых восемь) заняты преимущественно обеспечением потребностей ВВС и ВМС, имеющих большую концентрацию техники. 
В 2022 г. около 70 % оборонного бюджета страны, по словам премьер-министра Индии Нарендры Моди, зарезервировано для военно-промышленного комплекса.

В 2022/2023 финансовом году экспорт оборонной продукции Индии достиг рекордного уровня в 15 920 крор (10 млн) индийских рупий.
Производством ракетной техники занимаются в основном предприятия государственной корпорации BDL, образованной в 1970 году; создана баллистическая ракета средней дальности «Агни».
Радиоэлектронные средства производят девять предприятий государственной корпорации BEL (образована в 1954 году), а также два завода корпорации HAL (Hindustan Aeronautics Limited), где выпускаются радиостанции, РЛС, навигационная, радиоэлектронная и другая аппаратура для самолетов и кораблей, гидроакустические станции, стабилизаторы танковых орудий, приборы ночного видения, лазерная и телевизионная техника.
Официально военных ядерных объектов, в том числе и промышленных, в Индии нет (хотя в 1974 году Индия провела испытание ядерного взрывного устройства, однако после этого страна добровольно приняло на себя обязательство не разрабатывать и не производить ядерное оружие, хотя и отказалась от подписания Договора о нераспространении ядерного оружия). Вместе с тем, не отрицается наличие в стране определенных технических возможностей по налаживанию производства ядерного оружия в достаточно короткие сроки в случае возникновения такой необходимости (по оценкам западных экспертов, эти возможности составляют пять - десять боеприпасов в год).
- Defence Production and Supplies (Управление военного производства и поставок министерства обороны)  — высший руководящий орган индийского ВПК
- Defence Research and Development Organisation (DRDO, Управление оборонных научно-исследовательских и опытно-конструкторских работ министерства обороны)

В октябре 2024 года премьер-министр Испании Педро Санчес, который находится с визитом в Индии, вместе со своим индийским коллегой Нарендрой Моди открыл первый в стране частный завод по производству самолетов «Tata Aircraft Complex» в городе Вадодара штата Гуджарат, Индия. Сообщается, что завод будет производить транспортные военные самолеты CASA C-295 в сотрудничестве с испанской компанией Airbus для нужд индийских ВВС. 